# Rhagades amasina
Rhagades amasina ist ein Schmetterling aus der Familie der Widderchen (Zygaenidae).

## Merkmale
Die Falter erreichen eine Vorderflügellänge von 9,0 bis 10,5 Millimeter bei den Männchen und 8,5 bis 9,5 Millimeter bei den Weibchen. Kopf, Thorax und Abdomen sind bräunlich schwarz und gelegentlich mit glänzenden Schuppen bedeckt. Die Fühler haben 39 bis 42 Segmente. Die Vorderflügeloberseiten sind bräunlich schwarz und schimmern olivgrün. Die Hinterflügel sind grauschwarz und proximal leicht durchscheinend. Die Weibchen sind etwas heller gefärbt als die Männchen. Bei den Männchen haben die Valven distal eine markante zweifache Zahnung. Der Aedeagus besitzt einen langen, nahezu gerade verlaufenden Cornutus, einen kurzen gebogenen und einen sehr kurzen zahnartigen Cornutus. Bei den Weibchen ist das Ostium leicht seitlich versetzt und zwischen den verschmolzenen Sterniten 7 und 8 schlitzförmig. Die Präbursa ist mit markanten Stacheln versehen. Das 7. Sternit hat distal einen sehr stark sklerotisierten Rand und ist komplett mit dem ebenfalls gut ausgebildeten und stark sklerotisierten 8. Sternit verschmolzen. Das 8. Sternit ist rechteckig und besitzt kleine, aber gut entwickelte Apophysenanhänge.
Eine ähnliche Art ist Rhagades predotae, die purpurviolett schimmert und nur auf der Iberischen Halbinsel vorkommt. Das Dunkle Grünwidderchen (Rhagades pruni) ist mehr bläulich grün gefärbt, weniger dicht beschuppt und kommt nicht in der Türkei und im Mittleren Osten vor. Beide Arten können genitalmorphologisch unterschieden werden.
Das Ei ist weißlich gelb und stets mit einigen Afterschuppen des Weibchens bedeckt, sodass der Eindruck einer dunklen Sprenkelung entsteht. Es ist an einem Ende leicht abgeflacht und zeigt am runden Ende eine nur schwach angedeutete Kappenbildung. Die Eioberfläche erinnert an gehämmertes Metall und ist leicht längs gerieft.
In den ersten drei Stadien ist die Raupe grauweiß und fast zeichnungslos. Im vierten Stadium (L4) ist sie blass dunkelgrau und mit kurzen Borsten versehen. Nach der Überwinterung ist sie schwarz und hat dunkle Haarbüschel. Im L7-Stadium ändert sich das Aussehen erneut: Die Raupe ist jetzt samtschwarz, die Bauchseite zinnoberrot. Der Kopf ist glänzend schwarz, die Taster sind dunkelbraun. Die Borstenwarzen sind ebenfalls schwarz. Die Borsten sind verschieden gefärbt: an den schwarzen Rückenstreifen schließt sich zu beiden Seiten ein weißer Bereich an, gefolgt von einem rotbraunen Strich. Die Seiten sind weiß, die Bauchseite ist zinnoberrot.
Die Puppe ist schwärzlich braun und kann nicht von einer Rhagades pruni-Puppe unterschieden werden.

## Verbreitung
Rhagades amasina kommt in Griechenland auf den Inseln Kos und Rhodos vor, weiterhin ist die Art in der Türkei, im Norden Syriens und dem Libanon verbreitet. Besiedelt werden kalkreiche Biotope mit buschigem Prunus- und Crataegus-Bewuchs.

## Biologie
Die Weibchen legen die Eier in flachen Eispiegeln von 10 bis 40 Stück auf den Blättern ab. Zu den Futterpflanzen zählen Rosaceae, Prunus- und Crataegus-Arten. Die Raupen schlüpfen unter Zuchtbedingungen bei Zimmertemperatur nach zehn bis zwölf Tagen. Sie ernähren sich durch sogenannten Schabefraß an den Blättern, bei dem die Mittellamelle des Blattes übrig bleibt. Ab dem dritten Stadium fressen die Raupen auch Löcher in die Blätter (Gitterfraß). Im vierten Stadium (L4) nimmt die Raupe keine Nahrung auf, fertigt ein lockeres weißes Gespinst (Hibernarium) an und überwintert darin mit eingezogenem Kopf und eng angezogenen Thorakalbeinen. Die Raupen häuten sich in einem weißen Gespinst. Die erwachsenen Raupen verpuppen sich in einem weißen, eiförmigen Kokon, welcher normalerweise in der Blattmitte angesponnen ist. Die Blattränder werden über den Kokon gerollt. Unter Zuchtbedingungen schlüpften die Falter bei Zimmertemperatur nach 20 Tagen.